# Парамо
Па́рамо, мн.ч. «па́рамосы» (исп. páramo, páramos) может относиться к разнообразным экосистемам альпийской тундры. Некоторые экологи описывают páramo в широком смысле, как «сплошную тропическую горную растительность над сплошной линией леса». Более узкий термин классифицирует páramo в соответствии с его региональным расположением в северных Андах Южной Америки и прилегающей южной части Центральной Америки. Páramo — это экосистема регионов, расположенных между верхней линией леса (высота около 3100 м) и линией постоянного снежного покрова (высота около 5000 м). Это «Неотропический высокогорный биом с растительностью, состоящей в основном из гигантских розеточных растений, кустарников и трав». По мнению ученых, páramos могут быть «эволюционными горячими точками» и одним из самых быстро развивающихся регионов на Земле. В экосистему парамо иногда включают горные районы Восточной Африки.

## Расположение
Глобальный экорегион Парамо Северных Анд включает в себя наземные экорегионы парамо Центральной Кордильеры (Эквадор, Перу), парамо Санта-Марта (Колумбия), парамо Кордильера-де-Мерида (Венесуэла) и парамо Северных Анд (Колумбия, Эквадор).
Коста-риканский парамо в Коста-Рике и Панаме — это еще один экорегион парамо.
В самом строгом смысле этого слова все экосистемы парамо расположены в Неотропиках, особенно в Южной и Центральной Америке. Эти экосистемы, разбросанные по регионам между 11 ° северной широты и 8 ° южной широты, расположены в основном в северо-западном углу Южной Америки, в Колумбии, Эквадоре, Перу и Венесуэле.
В Венесуэле парамо встречается в Кордильера-де-Мерида. Экосистемы парамо также встречаются в Сьерра-Невада-де-Санта-Марта в Колумбии и в регионах Уэуэтенанго и Эль-Киче в Гватемале в Сьерра-де-лос-Кучуматанес. В Кордильерах-де-Таламанка в Коста-Рике и в самой западной части Панамы есть парамо. Биологическая станция Guandera на севере Эквадора представляет собой довольно нетронутую экосистему парамо.
Большинство экосистем парамо находится в Колумбийских Андах. Sumapaz Páramo, расположенный к югу от Altiplano Cundiboyacense в Восточных хребтах Колумбийских Анд (около 20 километров (12 миль) к югу от Боготы), является самым большим páramo в мире. Этот регион был объявлен Национальным парком Колумбии в 1977 году из-за его важности как очага биоразнообразия и основного источника воды для самой густонаселенной территории страны — Боготской саванны.
Парк-заповедник Парамо площадью 5,7 квадратных км (1405 акров) в провинции Сан-Хосе в Коста-Рике «защищает районы тропических лесов на возвышенностях гор Таламанка».
Национальный парк Котопахи включает 329,9 квадратных км (81524 акров) охраняемых земель в провинции Котопахи в Эквадоре. Большая часть этого парка представляет собой парамо. Его флора включает горечавки, плауны, валерианы и такие роды астровых, как Loricaria и Chuquiraga.
Суммарная площадь парамо оценивается между 35 и 77 тыс. км². Столь большой разброс объясняется нечётким определением границ экосистемы. Естественная граница леса сильно изменяется деятельностью человека, что делает сложным разграничение между искусственными и естественными полями.

## Климат
Климат парамо немного отличается в зависимости от конкретного места. В Колумбии и на севере Эквадора воздушные массы из внутритропической зоны конвергенции (ITCZ) оказывают существенное влияние на климат, и эти регионы, как правило, постоянно влажные (приблизительно 70-85 %) в течение всего года. Анды также играют ключевую роль в климате этих регионов, поскольку они вызывают орографическое поднятие, при котором поднимается влажный воздух. Это создает постоянную влажность через дождь, облака и туман, причем на многие из них ежегодно выпадает более 2000 мм (79 дюймов) дождя.
Парамо в самых северных Андах Венесуэлы, Северной Колумбии и Коста-Рики испытывают другой климат из-за засушливого сезона, вызванного северо-восточными пассатами. Южный Эквадор и север Перу испытывают наиболее сильную засуху, поскольку они находятся под влиянием воздушных масс из бассейна Амазонки, которые высвобождают свою влагу на восточных склонах, а также другой воздушной массы с запада, которая находится под влиянием течения Гумбольдта.
В целом климат парамо известен своими ежедневными колебаниями температуры и влажности. Хотя они, как правило, представляют собой холодные и влажные экосистемы, они часто претерпевают внезапные и резкие изменения погоды, когда температура колеблется от ниже нуля до 30 °C (86 °F). Эти колебания часто приводят к ежедневному циклу замораживания и оттаивания, который иногда описывается как «лето каждый день и зима каждую ночь». Среднегодовая температура в экосистемах парамо колеблется от −2 °C (28 °F) до 3 °C (37 °F), причем в более высоких широтах температура становится всё более холодной.

## Почвы
Почвы в экосистемах парамо различаются, но большинство из них молодые и частично выветрившиеся. Почва имеет относительно низкий рН из-за обилия влаги и содержания органических веществ. Содержание органических веществ даже на нарушенных участках в среднем очень высокое, что способствует удержанию воды в почве. В холодную и влажную погоду питательных веществ мало, а продуктивность на почвах парамо очень низкая. Почвы в экосистемах парамо изменились из-за деятельности человека, особенно из-за выжигания растительности, чтобы очистить землю для выпаса скота.
Почвы парамо на юге Эквадора широко подразделяются на андизоли, инцептизоли, гистозоли, энтизоли и моллизоли. В последнее время наблюдается увеличение количества андизольных почв, в основном из-за большей вулканической активности. Эти почвы имеют очень высокий уровень удержания воды, что способствует росту возделываемых земель и дифференцированному землепользованию. Этот запас воды, хранящейся в почве в более высокогорном парамо в Андах, становится источником воды для андских поселений на более низких высотах.

## Зоны растительности
Парамосы разделены на отдельные зоны в зависимости от высоты и структуры растительности, при этом три основных типа растительности парамо неравномерно распределены по разным зонам.
Суперпарамо находится на самом наивысшем возвышении и обычно считается переходной зоной между более высоким постоянным снежным покровом и районом парамо с низкой травой. Зона суперпарамо, как правило, узкая и расположена на рыхлых камнях и песчаных почвах на высоте около 4,500-4,800 m (14,800-15,700 футов). Он имеет самую низкую температуру воздуха, уровень осадков, влагоудерживающую способность почвы и содержание питательных веществ из всех зон. Будучи самой высокой по высоте, она также имеет самый высокий уровень солнечной радиации и ночных заморозков. По этой причине растительность суперпарамо должна обладать высокой устойчивостью к таким резким погодным колебаниям. Температура воздуха низкая — холодная ночью и прохладная днем с суточными колебаниями, превышающими колебания среднемесячных значений. Из-за своего расположения в высоких горах, этот район наименее нарушен человеком и содержит наиболее эндемичные виды из всех зон. Флора включает Azorella pedunculata семейства Зонтичные и виды из семейств Астровые, Бобовые и Вересковые.
Наиболее широко описанная зона — это травяная парамо. Травяные парамо покрывают большие площади горных хребтов, в то время как другие ограничены небольшими участками на склонах и вершинах очень высоких гор. Термин «páramo» иногда используется для обозначения этого конкретного типа. Он имеет сплошную растительность и растительный покров от «желтоватого до оливково-коричневого» цвета за счёт сочетания мертвых и живых трав. Травяной парамо простирается примерно на 3,500-4,100 m (11,500-13,500 футов) и состоит в основном из кочковатых трав и дерновины. Calamagrostis intermedia и другие травы родов Вейник и Овсяница, как правило, преобладают в этой зоне. Другая распространенная растительность включает в себя крупные и мелкие кустарники, низкорослые деревья, подушечные растения, травы и розеточные растения. Хотя они являются доминирующими видами, травяные парамо могут также содержать сообщества с высокой и низкой травой, включая травянистую и древесную растительность. Из-за более легкого доступа и высокого уровня травы эта зона больше подвержена воздействию людей и страдает как от сжигания, так и от выпаса скота.
Субпарамо — самая низкая и самая разнообразная зона. На высоте 3,000-3,500 м (9,800-11,500 футов) это зона с преобладанием кустарников, которая сочетает в себе аспекты, как травяного парамо вверху, так и леса внизу. Наряду с кустарниками в этой зоне также есть небольшие разрозненные деревья, которые постепенно переходят в травы и растительность на вышележащей травяной парамо. Известно также, что растительные сообщества в этой зоне растительности включают заросли, состоящие в основном из кустарниковой или древесной растительности, включая виды из родов Падуб, Ageratina и Бакхарис. Фрагментированные леса могут появляться в субпарамо из-за микроклиматических или почвенных условий, однако более резкие изменения обычно происходят из-за антропогенных нарушений, таких как вырубка, сжигание и выпас скота. Считается, что из-за этих высоких уровней разрушения субпарамо состоят в основном из вторичных растительных сообществ. Высокие уровни разрушения также делают эту зону особенно трудной для определения, поскольку люди обычно распространяют и расширяют зону для своих собственных целей, иногда в течение сотен или тысяч лет. Это привело к изменению границ леса, часто опускающемуся на несколько сотен метров, что также повлияло на зонирование местообитаний многих животных.

## Фауна
Растительность парамо обеспечивает убежище и среду обитания для различных млекопитающих, птиц, насекомых, амфибий и рептилий. Некоторые животные, обычно встречающиеся в экосистемах парамо, включая андскую лисицу (Lycalopex culpaeus) (иногда называемый волком парамо), белохвостого оленя (Odocoileus virginianus) и очкового медведя (Tremarctos ornatus), который иногда добывает в высоких парамо свою любимую пищу — бромелиевые пуйя. Беспозвоночные, такие как кузнечики, тараканы, жуки и мухи, встречаются в субпарамо. Земноводные были хорошо описаны в экосистемах парамо, включая саламандр таких как виды Bolitoglossa и лягушек, таких как виды Pristimantis и Atelopus. Рептилии включают ящериц из родов Stenocercus, Phenacosaurus и Proctoporus.

Шестьдесят девять видов птиц считаются «полными пользователями» местообитаний парамо, при этом «41 вид делает их своей основной средой обитания, а 16 считаются индикаторными видами». Андский кондор (Vultur gryphus), также называемый «королем Анд», известен своим широким размахом крыльев, но теперь его редко можно увидеть. Наиболее многочисленные семейства птиц в парамо включают орлов, колибри, печники, зябликов и мухоловок-тиранов. Некоторые колибри переносят холодный климат, переходя в «своего рода ночную спячку».
Колибри, пчелы и мухи являются важными опылителями в парамо, в то время как птицы и более мелкие млекопитающие, такие как кролики и морские свинки, являются важными распространителями семян. Многие из крупных млекопитающих парамо являются редкими из-за охоты на них.

## Влияние человека и изменение климата
Люди населяли парамо в Андах примерно в течение последних 15 000 лет. Вырубка лесов была обширной, и в некоторых случаях, например в северных Андах, было вырублено 90-95 % лесов. Другие находки в Венесуэле и Колумбии свидетельствуют о том, что люди поселились там по меньшей мере 800 лет назад и использовали землю для сельского хозяйства и охоты.
Когда европейцы прибыли в Америку, они завезли экзотические растения и животных, которые сильно повлияли на землю, особенно крупный рогатый скот, который был завезен в парамо в начале XVIII века. К XX веку рост населения поселенцев привел к увеличению спроса на землю, и соответственно пострадали экосистемы парамо. Поскольку для выращивания крупного рогатого скота требовалось больше земли, для расчистки свободного пространства использовался огонь, и в конечном итоге парамо стал чрезмерно сожжённым и перевыпасенным. Как сжигание, так и выпас скота нанесли ущерб растительности, почвам, видовому разнообразию и водоёмкости парамо. На гарях и нарушенных участках, изученных в Андах, pH и концентрация фосфора в почве выше, чем в не сгоревших участках.
Изменение климата становится все более насущной проблемой для экосистем парамо.
Растущее население в Колумбии, Венесуэле и Эквадоре вынуждено селиться на более высоких возвышенностях, покрывающих большую часть парамо. Недавние события, такие как строительство акведуков, дренажных систем и дорог, добыча полезных ископаемых и лесоразведение, стали огромным дополнительным нарушением парамо. Повышение экстремальных температур вынуждает многие виды фауны и флоры переселяться на более высокие земли, и в конечном итоге им грозит исчезновение. Флора парамо приспособлена к определенным условиям и поэтому уязвима даже для небольших климатических изменений. Изменение климата в Андах приводит к исчезновению ледников в парамо и уменьшению количества осадков, что практически иссушает парамо и, в свою очередь, истощая водоснабжение таких городов, как Кито, Эквадор и Богота, Колумбия.
8 февраля 2016 года Конституционный суд Колумбии запретил все операции по добыче полезных ископаемых в парамо, отдавая приоритет защите окружающей среды, и аннулировал 347 лицензий на добычу полезных ископаемых, которые имели права на эксплуатацию в экосистеме.